# Sylviculture du pinus en Nouvelle-Calédonie
 (mars 2025).
La sylviculture du pinus en Nouvelle-Calédonie est l'ensemble des activités visant à entretenir et exploiter le bois de Pinus caribaea en Nouvelle-Calédonie.

## Historique

### Contexte de l'introduction du pinus en Nouvelle-Calédonie
Pinus caribaea est une essence qui a été importée en Nouvelle-Calédonie et qui s'inscrit dans l'histoire plus longue de la sylviculture calédonienne. D'autres arbres d'origine locale ont été exploités avant lui, notamment Santalum austrocaledonicum (santal), Callitris sulcata, Callitris pancheri (espèces désormais protégées en Nouvelle-Calédonie en tant espèces rares et menacées), Melaleuca quinquinervia (niaouli) pour la fabrication du goménol, Agathis spp. (kaori), Montrouziera cauliflora (houp), le Callophyllum caledonicum (tamanou) et ou encore Kermadecia sinuata (« hêtre »).
A la fin de la Seconde Guerre mondiale, les activités forestières se développement rapidement. Dans le sud notamment, on compte cinq exploitations entre 1948 et 1951. Le bois est alors prélevé essentiellement à la demande.
Dans une optique de normalisation de la production et d'intensification de la production de bois, un Service Forestier est créé et des investissements sont engagés pour mener à bien des reboisements, en général monospécifiques. Les premiers essais sont conduits par Paul Sarlin entre 1947 et 1955 et portent sur les kaoris, Araucaria columnaris (pin colonnaire) et le santal. Ces essais n'étant pas concluants, il préconise l’introduction d’une espèce exotique, le Pinus caribaea, une idée qui sera par la suite soutenue par la botaniste André Aubréville.
Les essais sont repris par Michel Corbasson (qui donnera par la suite son nom au Parc Zoologique et Forestier de Nouméa), qui montrent que les kaoris ne sont pas adaptés au reboisement des savanes. En 1957, il prend alors l’initiative d’introduire des espèces de pins exotiques et afin de conduire les premiers essais en pépinière. Si Pinus elliottii présente des caractéristiques intéressantes, Pinus caribaea le surpasse en ce qu'il pousse très rapidement et résiste mieux au feu et à la sécheresse.

### Expérimentations à grande échelle
Des expérimentations de reboisement de Pinus caribaea sont mises en œuvre entre 1961 et 1974, la première étant menée à la Plaine des Lacs (1961-1967) sur près de 1 500 hectares. Les pinus y côtoient alors d'autres espèces plantées : kaoris, pins colonnaires et eucalyptus. Une fois encore, les essences locales se révèlent impropre au reboisement des savanes ; à la suite de l'expérimentation de la Plaine des Lacs, elles seront généralement utilisées en enrichissement au sein de forêts existantes. Les pinus, quant à eux, seront utilisés seuls pour les reboisements de zones non forestières.
Les expérimentations de reboisement suivantes ont lieu au sein de la Chaîne Centrale (1964-1974), de l'Ile des Pins (1965-1973), de la Côte Est (1966-1974), du Nord (1970-1974).
Plus d'un million et demi de pinus sont plantés pendant cette période, soit plus de la moitié du nombre total d'arbres mis en terre en Nouvelle-Calédonie. En 1979, les pinus occupent une surface d’un peu plus de 3 000 hectares.

### Reboisement du plateau de Tango
Le service forestier obtient le droit de conduire des opérations de reboisement sur un grand espace foncier domanial dans le nord : le Plateau de Tango. De 1975 à 1984, on y plante uniquement l'espèce Pinus caribaea. Ce chantier prendra fin à la suite de la montée des revendications indépendantistes et de l’éclatement des Evènements en 1984, qui mettra également fin aux activités des Eaux et Forêts de Nouvelle-Calédonie.
En 1988, le chantier de Tango occupait 3000 hectares ; il représente aujourd'hui 4500 hectares.

### Exploitation
En 1994, la scierie de Netchaot est mise en place pour exploiter la plantation de pinus, pour atteindre 600 m3 sciés par année.
À partir de 2016, une filière bois est également inaugurée à l'initiative de la Province Nord, ce qui donne lieu à la création de la SAS Les Bois du Nord, regroupant à la fois l'exploitation forestière, la transformation et la commercialisation du Pinus,.
En 2019, le Pinus produit en Nouvelle-Calédonie est agréé en tant que matériau de construction.

### Reboisement après exploitation
En 2018, 15 kg de semences de pins hybrides issus de croisement entre les espèces Pinus caribaea et Pinus eliottii en provenance d’Australie ont été importés pour l'étude du reboisement du massif de Tango après exploitation par coupe rase des plantations existantes dans le Nord,.
En 2020, un nouvel envoi de 15 kg est autorisé par arrêté, mais le gouvernement l'annule à la suite d'un contentieux ouvert par l'association calédonienne Ensemble pour la Planète (EPLP), rappelant le caractère envahissant de l'espèce[réf. souhaitée].

## Méthodes de reboisement
La méthode utilisée sur le plateau de Tango, du moins dans les années 1970 et 1980, est indiquée par le pédologue Bernard Denis : « on supprime la végétation arborée existante en utilisant l’action d’hormones qui entraînent le dessèchement et la chute des Niaoulis au bout de 2 ans environ ; en même temps on met en place les jeunes pins ».
L'annélation est également utilisée pour détruire les niaoulis présents sur les zones à reboiser.

## Usages et intérêt économique
Pinus caribaea fournit rapidement du bois d'œuvre pour la charpente, la menuiserie, les aménagements intérieurs, la caisserie, la fabrication de palettes et de poteaux et la construction légère. Précédemment, un projet d'usine à papier avec des entreprises japonaises a pu être envisagé, mais ne s'est pas concrétisé.
Le lotissement FSH (Fonds social de l'habitat) de Pouembout a été construit à partir de Pinus produit localement. Bois du Nord a également obtenu le marché de la construction du nouveau centre culturel à Hienghène et d'une salle de classe à Touho.

## Réaction de populations kanak
Ces initiatives ont été rejetées par une partie des populations mélanésiennes vivant aux alentours des zones ciblées : « Il tue la forêt de nos ancêtres. C'est l'arbre de l'Administration. [...] C'est parce qu'ils n'aiment pas ce qui est du pays que les Européens refusent de nous écouter au sujet des arbres, comme le sapin kanak, le kaori, le houp, le tamanou. Ce sont de bons bois, que nous connaissons bien. ».
Le choix du plateau de Tango a également été critiqué, les tribus alentour pouvant moins facilement pratiquer l'élevage, et n'ayant pas le droit de prélever librement du bois de Pinus comme elles pouvaient auparavant collecter du bois de niaouli.
En 1984, lors de la publication de l'ouvrage Pour ou contre le Pinus ? le chantier de reforestation de Tango était fermé pour cause de revendication foncière.
Dans les années 1990, sur le plateau de Tango, les plantations sont régulièrement brûlées par les habitants de la tribu de Bopope pour ouvrir le milieu, récupérer des terres arables et chasser.
De nos jours, l'exploitation du Pinus ne semble plus faire autant débat parmi les populations mélanésiennes concernées, même si son caractère envahissant est tout de même un frein notable pour l'agriculture de certaines tribus, notamment dans la vallée de Napoémien à Poindimié.

## Dégradation de l'écosystème
Outre la tendance de cette essence à proliférer de manière rapide, il a été remarqué que ses aiguilles formaient un épais tapis empêchant la germination des espèces locales ; un constat fait dès le début des années 1980 par les populations locales.
Didier Blavet, en 1983, indiquait que « la diminution du pH, si elle existe, reste faible (variation de moins de 0.5 unité PH) ». À noter cependant que cette étude a été réalisée moins de 10 ans après le début de la campagne de reboisement.
Pinus caribaea est une des seules espèces exogènes à pouvoir envahir les milieux ultramafiques, et donc le maquis minier.

### Règlementation
Le caractère envahissant de l'espèce fait concensus en Nouvelle-Calédonie. Depuis 2002, la Province Sud s'emploie donc à réguler l'expansion du pin des Caraïbes. Le Code de l'environnement de la Province Sud interdit l’introduction dans la nature de cette espèce ainsi que sa production, son transport, son utilisation, son colportage, sa cession, sa mise en vente, sa vente ou son achat, à moins d'avoir obtenu une dérogation officielle.